# Грб Телемарка
Грб Телемарка је званични симбол норвешког округа Телемарк. Грб је званично одобрен краљевском резолуцијом од 18. децембра 1970. године.

## Опис грба
Грб Телемарка представљен је црном бојном секиром на златном пољу. 
Ова типична врста бојне секире је позната је у овој покрајини од 15. века. Неке од ових секира су додатно украшаване додавањима неких карактеристичних црта. Своју посебност има и ова секира из покрајине Телемарк, јер су многе црте на тој секири карактеристичне само за тај регион, због чега је баш она изабрана као симбол за покрајину.